# Asparaginaza
Asparaginaza – enzym rozkładający asparaginę. Jest wykorzystywany jako lek cytostatyczny (Elspar) w leczeniu ostrej białaczki limfoblastycznej (ALL).
Jej działanie bazuje na fakcie, że zmutowane komórki białaczkowe nie są zdolne do syntezy asparaginy, podczas gdy zdrowe komórki – tak. W związku z tym zmutowane komórki zależą od wolnej asparaginy cyrkulującej w organizmie. Asparaginaza katalizuje rozkład L-asparaginy do kwasu asparaginowego i amoniaku, co likwiduje wolną asparaginę w organizmie.

## Działania niepożądane
Najważniejsze działania niepożądane (uboczne) asparaginazy:
- reakcje alergiczne lub nadwrażliwość
- niedostateczne krzepnięcie krwi (asparaginaza zmniejsza syntezę białek, w tym koagulantów i antykoagulantów)
- ostre zapalenie trzustki, torbiele trzustki